# شور دهرم (رود)
رود شور دهرم که در ابتدای مسیر رود فیروزآباد نامیده می‌شود، یک رودخانه دائمی در استان فارس به طول ۱۸۰ کیلومتر است که مسیر کلی آن نخست جنوب خاوری و سپس جنوب باختری است. سد تنگاب در فیروزآباد بر روی این رود بنا شده‌است.
این رودخانه از کوه‌های سلامتی و دولوو میشوان واقع در دهستان خواجه‌ای در ۶۵ کیلومتری شمال باختری فیروزآباد سرچشمه گرفته و به نام رودخانه حنیفقان متوجه جنوب می‌شود. سپس با نام رودخانه فیروزآباد از دره باختری کوه پادنا  عبور کرده و وارد دهستان احمدآباد حومه فیروزآباد می‌شود. در این (دهستان) به شاخه‌های فراوانی تقسیم می‌شود که شاخه اصلی آن از نواحی باختری (شهر فیروزآباد) عبور کرده و ضمن آمیختن با ریزابه‌های فراوان و عبور از روستاهای بسیار و شهر دهرم سرانجام در دامنه جنوبی ماده کوه به اتفاق رودخانه دشت پلنگ در منطقه دزگاه به رودخانه مند می‌پیوندد.

## مسیر عبور رود از ابتدا[۱]
رودخانه فيروزآباد  كه پس از عبور از تنگ عربها  یا هايقر بنام نهراعظم ناميده شده، سپس با پيوستن آبهاي شور حاصل از گنبدهاي نمكي از پائين دست به رودخانه شور موسوم و از منطقه دهرم و احمدآباد گذشته و به رودخانه قره آغاج می‌پيوندد، و از آنجا بنام رودخانه مند مجموعه آبهاي حوضه بزرگي را به خليج فارس تخليه مي‌نمايد. از آنجا كه بعد از خروج از دشت فيروزآباد آب اين رودخانه تقريباً قابل استفاده نمي‌باشد و فقط در منطقه دهرم و احمدآباد در فصلهاي سيلابي آب اين رودخانه به سمت مزارع منحرف مي‌گردد، لذا مي‌توان، گفت كه عملاً آب اين رودخانه از بين مي‌رود و با انتقال آب شور به رودخانه قره آغاج كيفيت آنرا نيز از بين مي‌برد. رودخانه فيروزآباد كه در سرشاخه بنام حنيفقان ناميده مي‌شود از بلندي‌هاي كوههاي ميشوان، دلو، سلامتي و بري (در جنوب حوضه رودخانه قره آغاج) با ارتفاع حداكثر 3097 متر از سطح دريا سرچشمه گرفته و آب چشمه‌هاي حنيفقان سبب پرآب شدن آن مي‌گردد.